# Miklós Szabó
Miklós Szabó (Hungría, 6 de diciembre de 1908-3 de diciembre de 2000) fue un atleta húngaro especializado en la prueba de 800 m, en la que consiguió ser campeón europeo en 1938.

## Carrera deportiva
En el Campeonato Europeo de Atletismo de 1934 ganó la medalla de oro en los 800 metros, llegando a meta en un tiempo de 1:52.0 segundos, por delante del italiano Mario Lanzi y el alemán Wolfgang Dessecker (bronce con 1:52.2 segundos). También ganó la plata en los 1500 metros, con un tiempo de 3:55.2 segundos, tras el italiano Luigi Beccali y por delante del francés Roger Normand.